# Jan Hugens
Jan Hugens, właśc. Johannes Joseph Hugens (ur. 22 marca 1939 w Heerlen, zm. 12 marca 2011 w Amstenrade) – holenderski kolarz.

## Kariera

### Kariera amatorska
Karierę rozpoczął w 1955. W 1957 i 1958 zostawał mistrzem Limburgii. W 1960 wystąpił na igrzyskach olimpijskich, na których wystartował w wyścigu indywidualnym ze startu wspólnego oraz jeździe drużynowej na czas. W zawodach indywidualnych był 38. z czasem 4:20:57, a w jeździe drużynowej holenderski zespół z Hugensem w składzie zajął 4. miejsce z czasem 2:19:15,71.

### Kariera profesjonalna
Po igrzyskach olimpijskich rozpoczął karierę profesjonalną, startując jako zawodnik niezależny. W 1962 zaczął starty w barwach holenderskiego zespołu Locomotief-Vredestein, wygrywając z nim dwa etapy Tour de l’Avenir, a 23 lipca tegoż roku przeszedł do francuskiej grupy Gitane-Leroux-Dunlop-R.Géminiani. Sezon 1963 rozpoczął jako zawodnik francuskiego teamu Saint-Raphael-Gitane-Geminiani, a zakończył w barwach holenderskiej grupy Rijnbende. W 1964 reprezentował holenderski team Televizier. W 1965 startował najpierw jako zawodnik belgijskiego zespołu Flandria-Romeo, a później niemieckiego teamu Torpedo-Fichsel&Sachs. W 1966 jeździł we francuskiej grupie Ford France-Hutchinson, zajmując trzecie miejsce w Amstel Gold Race. W 1967 reprezentował belgijski team Romeo-Smith’s, a w 1968 holenderski zespół Willem II-Gazelle. W 1966 wziął udział w Giro d’Italia, w którym dwukrotnie był w pierwszej 10. etapu. Kilkakrotnie próbował wystartować w Tour de France, jednakże w udziale przeszkadzały mu liczne kontuzje i choroby, takie jak czyrak czy wstrząśnienie mózgu.

## Losy po zakończeniu kariery

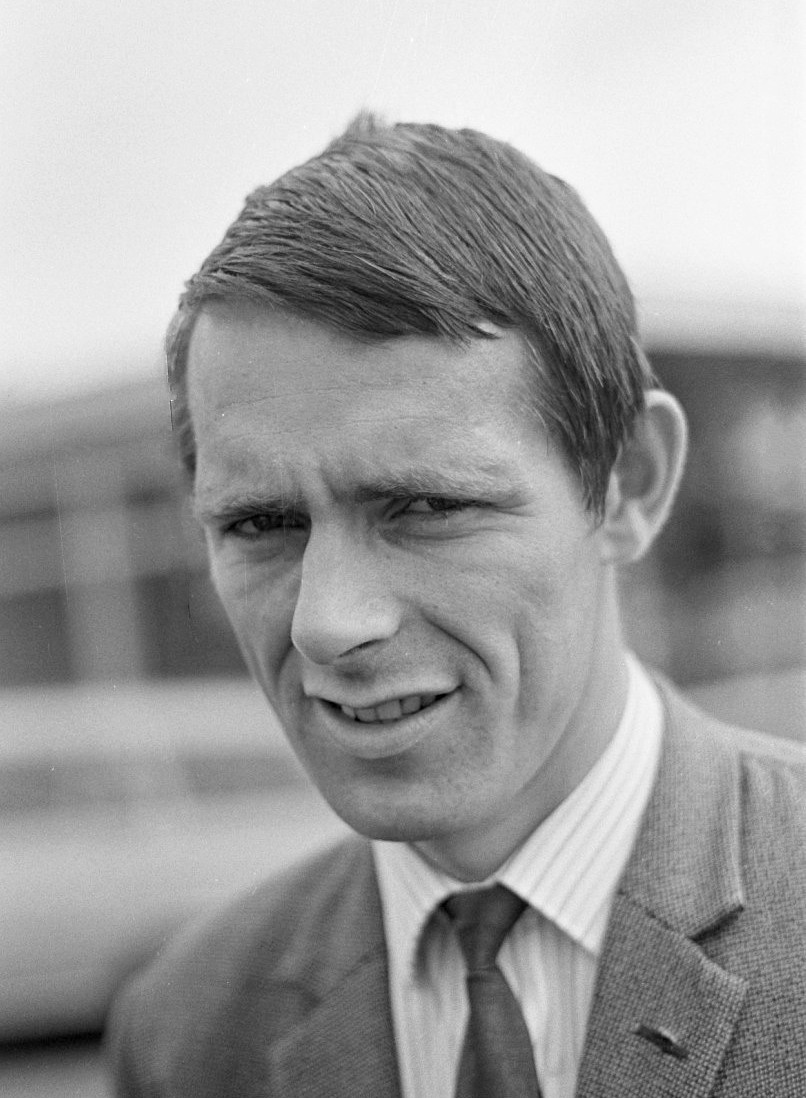
Hugens w 1968

Po zakończeniu kariery Hugens pracował na budowie drogi jako zbrojarz, a następnie był woźnym w szkole. Zmarł 12 marca 2011 w Amstenrade na raka nerek.

## Życie prywatne
Był żonaty z Rią, z którą miał dwoje dzieci: syna Rolanda i córkę Nicole.